# Leclercqia complexa

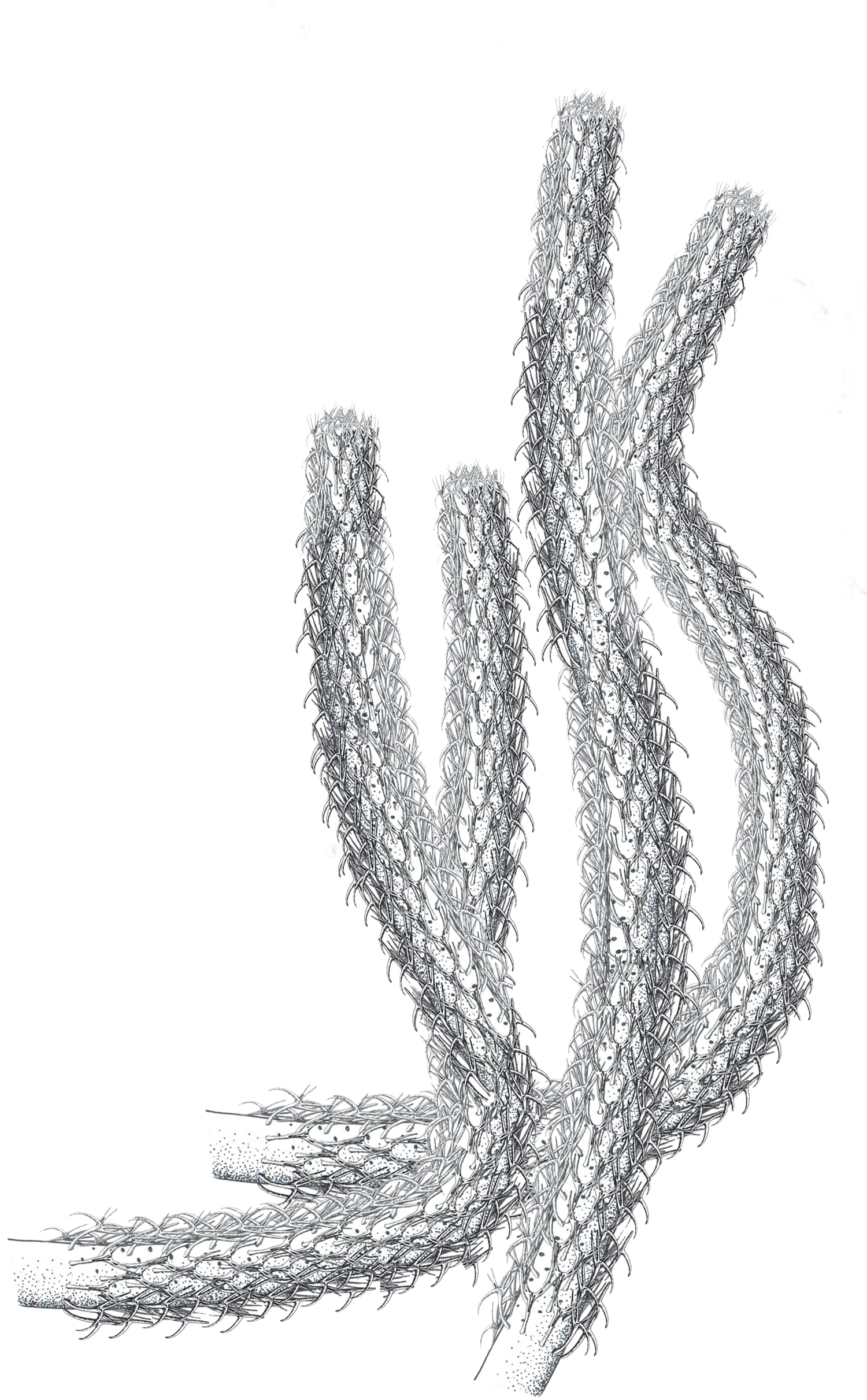
Porte general de la especie.

Leclercqia complexa H.P.Banks, Bonamo & Grierson 1973 es una especie extinta de licofitas descrita a partir de sus restos fósiles aparecidos en sedimentos del Devónico Medio en diversos yacimientos. Toma su nombre genérico de la paleobotánica belga Suzanne Leclercq y su epíteto específico, complexa, significa complejo. La especie está caracterizada por la morfología de sus lígulas o micrófilos y la relación de éstas con sus esporangios. Se considera ancestro o relacionada con los ancestros de los lepidodendros. Atendiendo al área de distribución de sus fósiles y considerando el origen de las rocas sedimentarias en las que sus restos han aparecido se considera que la especie tuvo una distribución cosmopolita y que debía  desarrollarse en los márgenes de arroyos y lagunas de agua dulce.

## Morfología
Los especímenes mejor conservados de Leclercqia complexa muestran a un vegetal de porte herbáceo con un eje central muy delgado y ramificado dicótomamente con gran número de micrófilos (o lígulas) insertados helicoidalmente y asociados a esporangios. La morfología de estos micrófilos es compleja, más que la de muchos de los licopodios actuales siendo esta especie la primera licófita conocidos que los poseía. Los micrófilos se insertaban helicoidalmente en el eje en un número de 8 a 10 por vuelta. Los micrófilos estaban formados por una lámina central elongada, curvada y acuminada con dos emergencias laterales más estrechas y divididas, una a cada lado de la central y el extremo de la lámina central curvada abaxialmente. En la superficie de los micrófilos aparecían estomas, muy dispersos y levemente inmersos en la epidermis como en otras especies que viven en zonas de alta humedad. La lámina central del microfilo poseía un haz vascular en toda su extensión formado por traqueidas que no se dividían para irrigar a las emergencias laterales. 
El cilindro vascular es del tipo actinostela exarca similar al que puede observarse en  Protolepidodendron. Su xilema estaba formado por entre 14 y 18 haces de protoxilema con traqueidas anulares y helicoidales. Este protoxilema delimitaba un metaxilema con numerosas traqueidas escaleriformes comunicadas mediante punteaduras uni a multiseriadas de morfología elongada.
Considerando el sistema vascular y su solidez se considera que Leclercqia complexa mantenía su posición erecta independientemente de la presencia de agua a diferencia de otros vegetales del periodo Devónico conocidos como Aglaophyton major, Asteroxylon mackiei, Rhynia gwynne-vaughanii u Horneophyton lignieri donde la posición erecta era mantenida por el turgor de los tejidos y por tanto estaban más condicionadas por la disponibilidad de agua.
En esta especie solo es conocida la fase esporófito. Su esporangios se encontraban asociados a los micrófilos localizándose en su cara adaxial sustentados por un corto segmento de tejido. Estos esporangios son globosos a elípticos y poseen dehiscencia marginal superior y paralela al eje principal del talo quedando abiertos en dos valvas. Se desconoce si presentaban megasporangios productores de megasporas como el resto de sus afines o si esta especie era homospórea como algunos licófitos actuales. Los esporangios conocidos, microsporangios, se asociaban en grupos discretos dispersos entre segmentos de tallo con micrófilos vegetativos. Se han podido identificar las esporas, pertenecientes a la palinoespecie Aneurospora cf. heterodonta y Acinosporites lindlarensis, de la especie de forma inequívoca. Estas esporas estaban ornamentadas y poseían entre 60 y 85 μm de diámetro y en su zona ecuatorial se localizaban unas espinas de 5 a 9 μm.

## Distribución y ecología
Los restos fósiles que permitieron la descripción de la especie y de su género proceden del lagerstätte de Blenheim-Gilboa entre los estados de Nueva York y Pensilvania que posee depósitos datados entre el periodo Eifeliense y el Givetiense del Devónico Medio. 
Partiendo de varios estudios paleogeográficos se ha podido establecer que los materiales del yacimiento de Blenheim-Gilboa proceden de un delta fluvial situado la zona occidental de una cadena montañosa en un clima tropical con alternancia de temporadas con altas y bajas precipitaciones. 
Los restos son localmente abundantes y muy bien preservados y junto a ellos aparecieron fósiles de un buen número de artrópodos, otros licopodios y progimnospermas. La asociación de flora y fauna presente puede provenir de un transporte alóctono aunque cabe la posibilidad de que esos mismos organismos vivieran en estrecha relación. Todos los datos indican que Leclercqia complexa y todas las especies conocidas de su género se desarrollaban en los márgenes de arroyos o pequeñas lagunas de agua dulce.